# Teit Ritzau
Teit Ritzau (født 12. oktober 1956) er en dansk udstillingsarrangør og erhvervsleder, der har produceret op mod 300 udstillinger i ind- og udland. Han fik sit gennembrud i 1980'erne med udstillinger om dinosaurer og hologrammer.
Ritzau er oprindelig uddannet læge i 1983 og manuskriptforfatter fra Den Danske Filmskole i 1987, men har fokuseret på produktion af udstillinger efter at han i 1986 stod bag en succesfuld holografisk udstilling i Tivoli. Han har dog også lavet film.
Han stod bag udstillingen om H.C. Andersen i 2005.
I 2009 gennemførte han udstillingen: Gustav Klimt – In serch of the "Total Artwork" – en af de største og mest populære kusntudstillinger arrangeret i Asien til dato. Undover dette arbejder han genem selskabet TTV med et større Tintin project der skal åbne samtidig med Steven Spielberg's store Tintin Film projekt i 2011.